# یراسخاهون
یراسخاهون (به ارمنی: Երասխահուն) یک روستا در ارمنستان است که در استان آرماویر واقع شده است. در ۱۴ کیلومتری جنوب‌شرق آرماویر، مرکز استان آرماویر واقع شده است.

## خصوصیات
یراسخاهون ۱٬۸۳۴ نفر جمعیت دارد و در ارتفاع متر بالاتر از سطح دریا قرار گرفته است.